# Richard von Buttlar

Wappen derer von Buttlar

Richard von Buttlar († 23. August 1466), auch Richard von Buttlar, gen. von Neuenberg war von 1454 bis 1464 Großbailli des Johanniterordens und von 1464 bis 1466 Großprior des Johanniterordens in Deutschland.

## Leben und Laufbahn
Richard von Buttlar entstammte einem Adelsgeschlecht, das sich nach seiner Stammburg Buttlar zwischen Fulda und Eisenach nannte. Er gehörte einer Seitenlinie an, die sich um 1370 begründete und sich nach dem neuen Sitz von Neuenberg (oder Neuenburg?) nannte. 1433 bekam er mit den Kommenden Würzburg und Biebelried seine ersten Ämter, die er – trotz Anfechtungen durch Philipp von Reiffenberg – bis 1466 behielt. Von 1431 bis 1451 war er Bailli von Franken. 1450 ist er auch als Kommendator der Ordenshäuser in Hemmendorf-Rexingen, Kühndorf und Schleusingen bezeugt. 1454 wurde er in Rhodos zum Großbailli ernannt. In dieser Funktion beaufsichtigte er die Befestigungen von Rhodos. Dieses wichtige Amt hatte er bis 1464 inne, dem Jahr, in dem er zum Großprior von Deutschland ernannt wurde. Er ist am 23. August 1466 gestorben.

## Anmerkung
1. ↑  Rödel (2006) schreibt einmal Neuenberg (Überschrift) und im Text Neuenburg.